# 高山珠蕨
高山珠蕨（学名：Cryptogramma brunoniana）为中国蕨科珠蕨属下的一个种。